# Bogyoszló
Bogyoszló é um município da Hungria, situado no condado de Győr-Moson-Sopron. Tem 26,21 km² de área e sua população em 2015 foi estimada em 619 habitantes.